# Валиахметов, Фан Гависович
Фан Гависович Валиахметов (тат. Фән Вәлиәхмәтов, баш. Фән Ғәфис улы Вәлиәхмәтов; 18 января 1951, с. Хафизовка, Башкортостан, БАССР, РСФСР, СССР — 12 октября 2024, Башкортостан, Россия) — певец и музыкант башкирской и татарской эстрады. Народный артист Республики Башкортостан (2011), народный артист Республики Татарстан (2007). Заслуженный артист БАССР (1989), заслуженный артист Республики Татарстан (1994).

## Биография
Родился 18 января 1951 года в деревне Хафизовка Республики Башкортостан. Окончил Уфимское училище искусств, после чего начал работать в труппе Ф. Я. Кудашевой и Б. М. Гайсина в качестве солиста эстрады. После обучения набрал свой коллектив, с которым гастролировал по Башкортостану, Татарстану, затем и по России.
С 1970 года стал солистом Дома культуры города Туймазы. С 1973 года по 1974 год в Буздякском районном Доме культуры. В 1979 году солист Башкирской государственной филармонии. С 1995 года по 2005 годы являлся солистом в ансамбле «Булгар» Дома культуры «Энергетик» города Набережные Челны.
Исполнял исключительно татарские и башкирские народные песни, а также песни башкирских и татарских певцов и композиторов. Выступал против политики башкиризации татар.
Скончался 12 октября 2024 года на 74-м году жизни в Башкортостане. Похоронен 14 октября 2024 года в селе Шаран. Прощание проходило в Доме культуры.

## Звания и награды
- Народный артист Республики Башкортостан (2011)[4][5].
- Народный артист Республики Татарстан (2007)[4][5].
- Заслуженный артист БАССР (1989)[4][5].
- Заслуженный артист Республики Татарстан (1994)[4][5].
- Почётный гражданин Шаранского района (2013).
- Лауреат премии Ильдара Юзеева (2024)[6].